# Marin Martinović
Marin Martinović (* 10. Oktober 1996 in Wien) ist ein österreichischer Handballspieler.

## Karriere
Martinović begann beim Handballclub Fivers Margareten in Wien Handball zu spielen. Zwischen 2013/14 und 2017/18 lief der Rückraumspieler für die zweiten Mannschaft der Margaretner auf, welche an der HLA Challenge teilnimmt. 2014/15 wurde der Rechtshänder erstmals in der Handball Liga Austria eingesetzt. 2016/17 gewann der Rückraumspieler den ÖHB-Cup mit den Wienern. 2017/18 feierte er seinen ersten österreichischen Meistertitel. In der Saison 2020/21 nahm Martinović mit den Fivers an der EHF European League teil und kam mit der Mannschaft bis in das Achtelfinale, in welchem man gegen die Füchse Berlin ausschied. In dieser Saison konnte er sich außerdem seinen zweiten Cuptitel sichern. 2021/22, 2022/23, 2023/24 und 2024/25 nach Martinović mit den Fivers am EHF European Cup teil, wobei das beste Ergebnis das Erreichen der dritten Runde 2022/23 war.

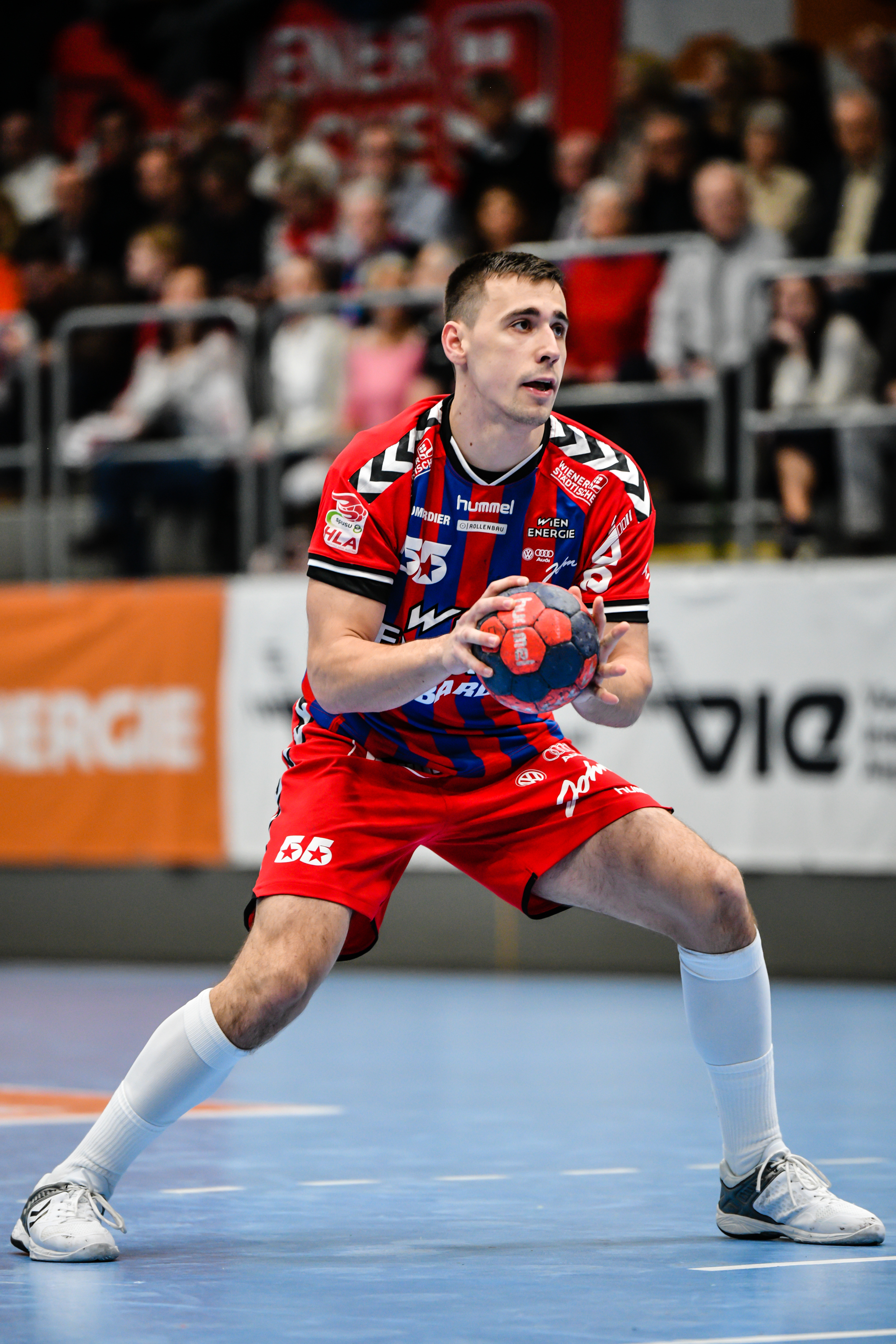
Marin Martinovic bei einem Siebenmeterversuch (2018)

## Privates
Sein Bruder Ivan spielt ebenfalls Handball und ist zurzeit für KC Veszprém aktiv.

## Saisonbilanzen

### HLA
| 2014/15   | Handballclub Fivers Margareten                                  | HLA Meisterliga                                                 | -                                                               | 01                                                              | 1/1                                                             | 0                                                               |                                                                 |                                                                 |                                                                 |                                                                 |
| 2016/17   | Handballclub Fivers Margareten                                  | HLA Meisterliga                                                 | 031                                                             | 058                                                             | 22/29                                                           | 036                                                             |                                                                 |                                                                 |                                                                 |                                                                 |
| 2017/18   | Handballclub Fivers Margareten                                  | HLA Meisterliga                                                 | 034                                                             | 096                                                             | 32/43                                                           | 064                                                             |                                                                 |                                                                 |                                                                 |                                                                 |
| 2018/19   | Handballclub Fivers Margareten                                  | HLA Meisterliga                                                 | 030                                                             | 066                                                             | 20/29                                                           | 046                                                             |                                                                 |                                                                 |                                                                 |                                                                 |
| 2019/20   | Saison aufgrund der COVID-19-Pandemie in Österreich abgebrochen | Saison aufgrund der COVID-19-Pandemie in Österreich abgebrochen | Saison aufgrund der COVID-19-Pandemie in Österreich abgebrochen | Saison aufgrund der COVID-19-Pandemie in Österreich abgebrochen | Saison aufgrund der COVID-19-Pandemie in Österreich abgebrochen | Saison aufgrund der COVID-19-Pandemie in Österreich abgebrochen | Saison aufgrund der COVID-19-Pandemie in Österreich abgebrochen | Saison aufgrund der COVID-19-Pandemie in Österreich abgebrochen | Saison aufgrund der COVID-19-Pandemie in Österreich abgebrochen | Saison aufgrund der COVID-19-Pandemie in Österreich abgebrochen |
| 2020/21   | Handballclub Fivers Margareten                                  | HLA Meisterliga                                                 | 029                                                             | 115                                                             | 36/45                                                           | 079                                                             |                                                                 |                                                                 |                                                                 |                                                                 |
| 2021/22   | Handballclub Fivers Margareten                                  | HLA Meisterliga                                                 | 021                                                             | 068                                                             | 14/21                                                           | 054                                                             |                                                                 |                                                                 |                                                                 |                                                                 |
| 2022/23   | Handballclub Fivers Margareten                                  | HLA Meisterliga                                                 | 025                                                             | 132                                                             | 62/75                                                           | 070                                                             |                                                                 |                                                                 |                                                                 |                                                                 |
| 2023/24   | Handballclub Fivers Margareten                                  | HLA Meisterliga                                                 | 026                                                             | 111                                                             | 40/54                                                           | 071                                                             |                                                                 |                                                                 |                                                                 |                                                                 |
| 2024/25   | Handballclub Fivers Margareten                                  | HLA Meisterliga                                                 | 026                                                             | 073                                                             | 2/4                                                             | 071                                                             |                                                                 |                                                                 |                                                                 |                                                                 |
| 2014–2025 | gesamt                                                          | HLA Meisterliga                                                 | 222 1                                                           | 720                                                             | 229/439 ( 52 %)                                                 | 491                                                             |                                                                 |                                                                 |                                                                 |                                                                 |

### HBA
| Saison    | Verein                         | Spielklasse   | Spiele | Tore | 7-Meter       | Feldtore |
| --------- | ------------------------------ | ------------- | ------ | ---- | ------------- | -------- |
| 2013/14   | Handballclub Fivers Margareten | HLA Challenge | 0-     | 018  | 0/0           | 018      |
| 2014/15   | Handballclub Fivers Margareten | HLA Challenge | 0-     | 079  | 0/0           | 079      |
| 2015/16   | Handballclub Fivers Margareten | HLA Challenge | 0-     | 100  | 15/22         | 085      |
| 2016/17   | Handballclub Fivers Margareten | HLA Challenge | 08     | 040  | 2/3           | 040      |
| 2017/18   | Handballclub Fivers Margareten | HLA Challenge | 03     | 013  | 2/4           | 013      |
| 2013–2018 | gesamt                         | HLA Challenge |        | 250  | 19/29 ( 66 %) | 231      |

## Erfolge
- 1× Österreichischer Meister 2017/18
- 2× Österreichischer Pokalsieger 2016/17, 2020/21